# Santa Rosa megye (Catamarca)
Santa Rosa egy megye Argentínában, Catamarca tartományban. A megye székhelye Bañado de Ovanta.

## Települések
A megye a következő nagyobb településekből (Localidades) áll:
- Alijilán
- Bañado de Ovanta
- Las Cañas
- Lavalle
- Los Altos
- Manantiales
- San Pedro

Kisebb települései (Parajes):
| - Amaucala - Ampolla - Buena Vista - Casa Santa - Colonia Alijilan - Cortaderas - Cuchinoque - Dos Pocitos - El Abra - El Empalme - El Potrero - El Quebrachal - El Quebrachito - El Retiro - El Rodeíto - El Talarcito - Formosa - La Abroncha - La Bajada - La Cañada | - La Carpintería - La Porfía - La Rita - La Tusca - Las Higueritas - Las Tunas - Los Bastidores - Los Molles - Los Ortices - Los Troncos - Monte Redondo - Ojo de Agua - Ovanta - Palermo - Potropiana - Pozo de Abajo - Puerta Grande - Puesto del Medio - Puesto El 24 - Puesto La Cruz | - Puesto Los Carrizos - Puesto Ruminoque - Quebrachos Blancos - Salauca - San Francisco - San Nicolás - San Ramón - Sumampa - Tascana |

## Gazdaság
Mezőgazdaság és az állattenyésztés a gazdaság pillérei. Különösen a citrusfélék termelése, dohány, takarmány -és zöldség  termesztése a meghatározó.